# る
En la escritura japonesa, los caracteres silábicos (o, con más propiedad, moraicos) る (hiragana) y ル (katakana) ocupan el 41.er lugar en el sistema moderno de ordenación alfabética gojūon (五十音), entre り y れ; y el 11.º en el poema iroha, entre ぬ y を. En la tabla a la derecha, que sigue el orden gojūon (por columnas, y de derecha a izquierda), se encuentra en la novena columna (ら行, "columna RA") y la tercera fila (う段, "fila U").
También es el símbolo de una serie de anime llamada To Love-Ru(る)
El carácter る proviene del kanji 留, mientras que ル proviene de 流.

## Romanización
Según los sistemas de romanización Hepburn, Kunrei-shiki y Nihon-shiki, る, ル se romanizan como "ru".

## Escritura
| Escritura de る | Escritura de ル |

El carácter る se escribe con un solo trazo con una forma que recuerda al número 3. Empieza siendo horizontal hacia la derecha, posteriormente diagonal hacia abajo a la izquierda forma un amplio arco de circunferencia y, a diferencia de ろ, termina en bucle.
El carácter ル se escribe con dos trazos:
1. Trazo diagonal hacia abajo a la izquierda, y ligeramente curvo.
2. A la derecha del primer trazo, un trazo compuesto por una línea vertical hacia abajo y una curva ascendente hacia la derecha.

## Otras representaciones
- Sistema Braille:
| ●● －● －－ |
- Alfabeto fonético: 「ローマのロ」 ("el ru de rusui", donde rusui es un cargo oficial de la era Edo)
- Código Morse: －・－－・

- Datos: Q40800
- Multimedia: る / Q40800